# Adrián Sánchez
Jesús Adrián Sánchez González (Città del Messico, 9 luglio 1978) è un ex calciatore messicano, di ruolo difensore.

## Caratteristiche tecniche
È un difensore centrale.